# Catalysis Science & Technology
Catalysis Science & Technology (abgekürzt Catal. Sci. Technol.) ist eine wissenschaftliche Fachzeitschrift, die monatlich im Peer-Review-Verfahren von der Royal Society of Chemistry herausgegeben wird. Die Zeitschrift aus dem Bereich der Katalyse erschien erstmals 2011. Veröffentlicht werden Beiträge aus den Bereichen der heterogenen und homogenen Katalyse, der Thermokatalyse, Elektrokatalyse, Photokatalyse, Organokatalyse und Biokatalyse. Thematisiert werden Forschungsergebnisse aus den angewandten, grundlegenden, experimentellen und computergestützten Bereichen der Katalyse. Der Impact Factor der Zeitschrift lag 2023 bei 4,4. Chefredakteur ist Bert Weckhuysen von der Universität Utrecht.